# Nobody Knows the Trouble I've Seen
Il testo è il seguente (il ritornello è la parte in grassetto):

Nobody knows the trouble I've seen

Nobody knows my sorrow

Nobody knows the trouble I've seen

Glory hallelujah!
Sometimes I'm up, sometimes I'm down

Oh, yes, Lord

Sometimes I'm almost to the ground

Oh, yes, Lord
(ritornello)
Although you see me going 'long so

Oh, yes, Lord

I have my trials here below

Oh, yes, Lord
(ritornello)
If you get there before I do

Oh, yes, Lord

Tell all-a my friends I'm coming to Heaven!

Oh, yes, Lord 
(ritornello)
Nobody Knows the Trouble I've Seen è un brano musicale spiritual nero. È una canzone molto conosciuta ed è stata oggetto di numerose reinterpretazioni da artisti come Marian Anderson, Lena Horne, Louis Armstrong, Mahalia Jackson, Sam Cooke, Paul Robeson.

## Varianti
- Il brano è apparso col titolo Nobody Knows The Trouble I've Had nella raccolta di brani spiritual Slave Songs of the United States, con alcuni versi addizionali.
- Talvolta – ad esempio, nella versione di Louis Armstrong – il primo verso del ritornello diventa "Nobody knows all the trouble I've seen" e il secondo verso del ritornello ("Nobody knows my sorrow") è sostituito con "Nobody knows but Jesus".

## Nella cultura di massa
- La canzone viene citata nella seconda strofa del brano You Know What They Do to Guys Like Us in Prison (presente nell'album Three Cheers for Sweet Revenge) dei My Chemical Romance.
- Il ritornello del brano viene interpretato dalla principessa Vespa (Daphne Zuniga) in Balle spaziali.
- Il ritornello del brano viene interpretato da Zazu (Rowan Atkinson), nella versione in lingua inglese de Il re leone, quando viene imprigionato da Scar.
- Il ritornello del brano viene interpretato da Sheldon Cooper (Jim Parsons), mentre suona un theremin, in un episodio di The Big Bang Theory.[1]
- Il ritornello del brano viene interpretato da Mikey (Robert Goulet) in un episodio di Ricreazione.[2]
- Il ritornello del brano viene interpretato da Dee Dee in un episodio de Il laboratorio di Dexter.[3]
- Il ritornello del brano viene canticchiato da Gimme Five nel film di animazione Emoji mentre è nel cestino dello smartphone.